# Seán Keane
Seán Keane (* 12. Juli 1946 in Dublin; † 7. Mai 2023) war ein irischer Geigenspieler. 

## Leben und Wirken
Keane wuchs in einer typischen Dubliner Musikerfamilie auf. Beide Eltern spielten Geige und er lernte das Instrument schon seit seiner frühen Kindheit; an der Dublin School of Music erhielt er klassischen Unterricht. Im Lauf der Jahre interessierte er sich mehr für die traditionelle irische Musik und gewann unter anderem die All-Ireland Championship.
Als 16-Jähriger spielte er zusammen mit seinem Bruder James in der Castle-Ceili-Band, wo ihn Seán Ó Riada entdeckte, der ihn ein Jahr später in seine Band Ceóltoirí Chuallan holte.
1968 lud Paddy Moloney ihn in seine Band The Chieftains ein, deren Mitglied er bis zuletzt war. Erstmals zu hören war Keane auf dem Album The Chieftains 2. Während der Geiger Martin Fay vorwiegend für die ruhigen Geigenpassagen verantwortlich ist, spielte Keane lieber die schnelleren Tanzstücke.
Während seiner Zeit mit den Chieftains veröffentlichte er fünf Soloalben und spielte zwei Alben mit anderen Musikern ein.
Seán Keane ist nicht zu verwechseln mit dem gleichnamigen irischen Sänger, Jahrgang 1961.

## Diskografie
- Ceóltoirí Chuallan, siehe unter Chieftains
- The Chieftains, ab 1969, siehe unter Chieftains
- Castle Ceili Band:
  - The Castle Ceili Band (1973)
- Seán Keane:
  - Gusty’s Frolics (1975)
  - Jig It in Style (1977)
  - An Fhidil Sraith II (1980, mit anderen)
  - Seán Keáne (1981)
  - Fifty Fiddle Solos (CD zum gleichnamigen Notenheft, 1991)
- Matt Molloy & Seán Keane: 
  - Contentment Is Wealth (1985)
- Matt Molloy, Seán Keane & Liam Ó’Flynn: 
  - The Fire Aflame (1988)
- mit dem RTÉ Concert Orchestra
  - Gratitude (2018)

Des Weiteren spielte Seán Keane auf folgenden Alben seines Bruders James Keane mit:
- Roll Away the Reel World (1980)
- Live in Dublin (1998)
- With Friends Like These (1998)
- Sweeter As the Years Roll By (1999)

Außerdem spielte Keane auf Alben von Mike Oldfield, Kate Bush, Mark Knopfler, Great Big Sea, Gary Moore und Ali Farka Touré mit.